# ホーム・アローン5
『ホーム・アローン5』（ホーム・アローンファイブ、Home Alone：The Holiday Heist）は、アメリカ合衆国のテレビ映画。『ホーム・アローン』『ホーム・アローン2』『ホーム・アローン3』『ホーム・アローン4』とは関連性は無い。20世紀フォックステレビジョンが製作。2012年11月25日に25 Days of Christmasの一環としてABCファミリーで放送。日本ではスター・チャンネルなどで放送されたのちに2015年3月4日にレンタルDVDがリリースされた。

## ストーリー
「幽霊が出る」と噂される豪邸に引っ越してきたバクスター一家。反抗期の姉・アレクシスとゲーム好きの弟・フィンは両親と行くはずだったクリスマスパーティーに行かず家で留守番をすることに。そんな中、この豪邸に隠された絵を狙う泥棒たちが家に侵入してきた。それに気づいたフィンは、家中にトラップを仕掛けて泥棒たちを撃退する作戦を立てる。
シンクレア、ジェシカ、ヒューズは、フィンにとんでもないほど痛い目に遭わされ、フィンを捕まえ、車内に閉じ込め、ジェシカはフィンを追い詰め、シンクレアとヒューズは地下でアレクシスを追い詰めた瞬間、ジェシカはメイソンに雪玉を投げられ、メイソンとフィンとアレクシスの作戦は成功し、シンクレア、ヒューズはフィンとアレクシスに敗れ、地下に閉じ込められた。最後は泥棒トリオそろってあっさりと逮捕された。こうしてバクスター家はハッピーエンドを迎えた。

## キャスト
※括弧内は日本語吹替。
- フィン・バクスター - クリスチャン・マーティン（白石涼子）

本作の主人公。ゲーム好きの弟。
- アレクシス・バクスター - ジョデル・フェルランド（早見沙織）

反抗期の姉。
- シンクレア - マルコム・マクダウェル（野島昭生）

初老の泥棒のボス。
- ジェシカ - デビ・メイザー（小山茉美）

見張り役。
- ヒューズ - エディ・スティープルズ（落合弘治）

金庫破り。
- キャサリン・バクスター - エリー・ハーヴィー（井上喜久子）

母親。
- カーティス・バクスター - ダグ・マーリー（塩屋翼）

父親。
- カーソン - エドワード・アズナー（石丸博也）

母親の上司。
- メイソン - ピーター・ダクーニャ（金田朋子）

隣家の男の子。
- サイモン - ビル・ターンブル（新田英人）
- ギャビー - アドリアナ・オニール（雨蘭咲木子）

## スタッフ
- 監督 ピーター・ヒューイット
- 脚本 アーロン・ギンズバーグ、ウェイド・マッキンタイア